# 사상계

사상계 창간호

사상계(思想界)는 1953년 4월에 장준하가  문교부 기관지인 《사상》을 인수해 창간한 월간 종합교양지이다.
창간호 3,000부가 발간과 동시에 매진되는 등 식자층으로부터 폭넓은 인기를 끌었고, 남북통일 문제 및 노동자 문제 등 당시로써는 공산주의자로 몰리기 쉬운 논쟁에서부터 시, 소설 등의 문학작품까지 폭넓은 분야의 글을 실었다.

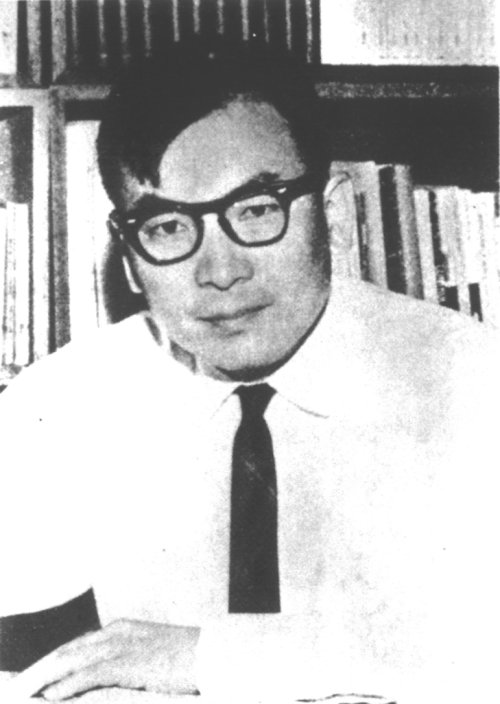
초대 발행인 겸 주필 장준하

하지만 주필 장준하가 5·16 군사정변으로 정권을 탈취한 박정희의 부패, 친일, 언론탄압 의혹을 비판하면서 경영난에 시달렸고, 장준하가 국회의원이 되면서 부완혁에게 주필직을 이양하고 재기를 노렸으나 끝내 1970년 5월의 205호를 마지막으로 발간이 중단되었다.
2005년 장준하의 장남 장호권이 복간했고, 그는 2008년 현재까지 발행인과 사장을 겸하고 있다.

## 오적 필화 사건
오적 필화 사건(五賊筆禍事件)은 1970년 《사상계》에 실린 김지하의 담시(譚詩) 〈오적〉(五賊)으로 인해 관련자들이 옥고를 치른 사건이다. "사상계 필화 사건"이라고도 한다.
〈오적〉은 재벌과 국회의원, 고급공무원, (군)장성, 장차관 등 특수 계층을 적(賊)으로 표현하면서 이들의 부정부패를 걸쭉하게 풍자, 비판한 시로, 사상계 5월호에 실렸다. 오적(五賊)이라는 제목은 을사오적에서 따온 것이다.
이 시가 《사상계》에 처음 발표될 당시에는 시가 수록된 1970년 5월호를 서점에서 수거하고, 시판하지 않도록 하는 선에서 사건이 일단락되는 듯했으나, 제1야당인 신민당(당수 유진산)의 기관지 《민주전선》에 재수록되면서 문제가 되어 시를 쓴 김지하와 사상계 발행인 부완혁, 편집장 김승균이 6월 2일 반공법 위반 혐의로 구속되고, 민주전선은 압수되었다. 사상계는 결국 휴간 끝에 1970년 9월 27일에 폐간되었다.

## 같이 보기
- 장준하
- 최남선
- 부완혁
- 주요한
- 태완선
- 김영선
- 장호권